# Spilsluizen

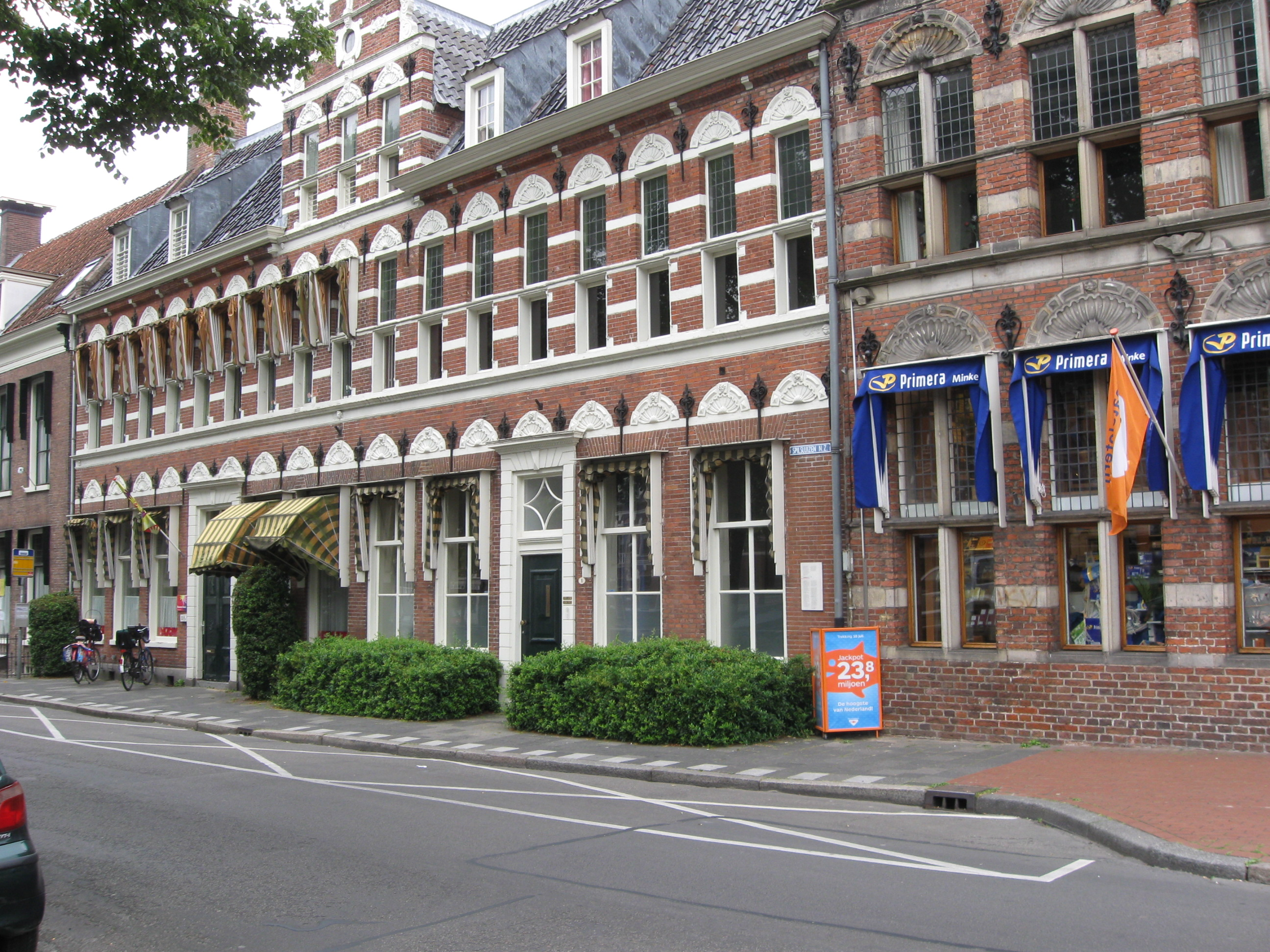
Spilsluizen, noordzijde

De Spilsluizen is een deel van de Diepenring van Groningen. De naam heeft zowel betrekking op het water als de straten aan beide zijden van het water. De Spilsluizen is het deel tussen de Oude/Nieuwe Ebbingestraat en de Oude/Nieuwe Ebbingestraat. De naam verwijst naar de sluis die hier lag als scheiding tussen het peil van de rivieren de Hunze en de Aa. De Spilsluizen ligt tussen het Lopende Diep en de Turfsingel. Aan de westzijde ligt de Ossenmarkt.
Zowel de zuidzijde als de noordzijde van de straat zijn aangelegd bij de nieuwe uitleg, de uitbreiding van Groningen in het begin van de 17e eeuw. De zuidzijde loopt min of meer over de locatie van de stadsmuur voor de nieuwe uitleg.

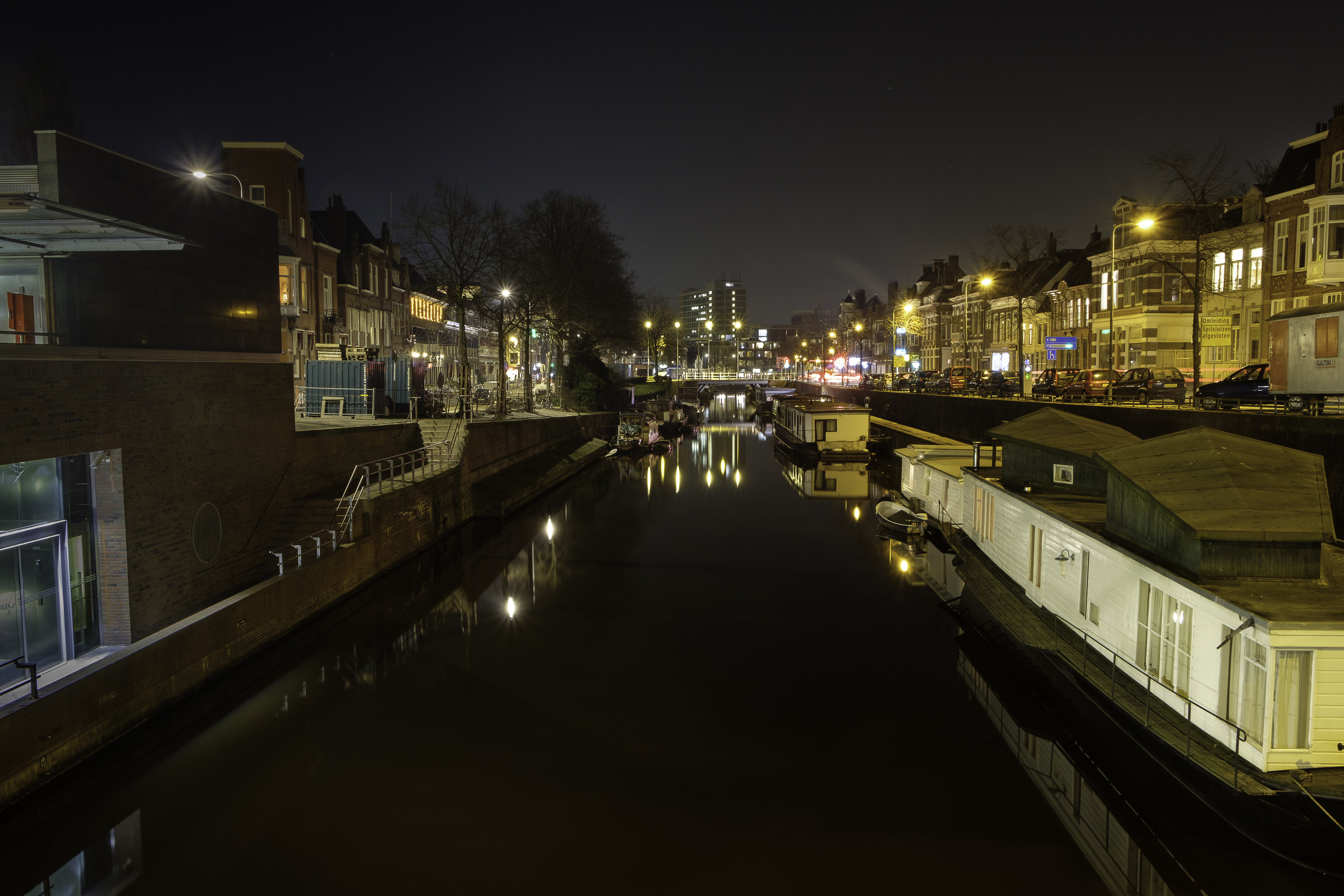
De Spilsluizen bij avond vanaf de Boteringebrug
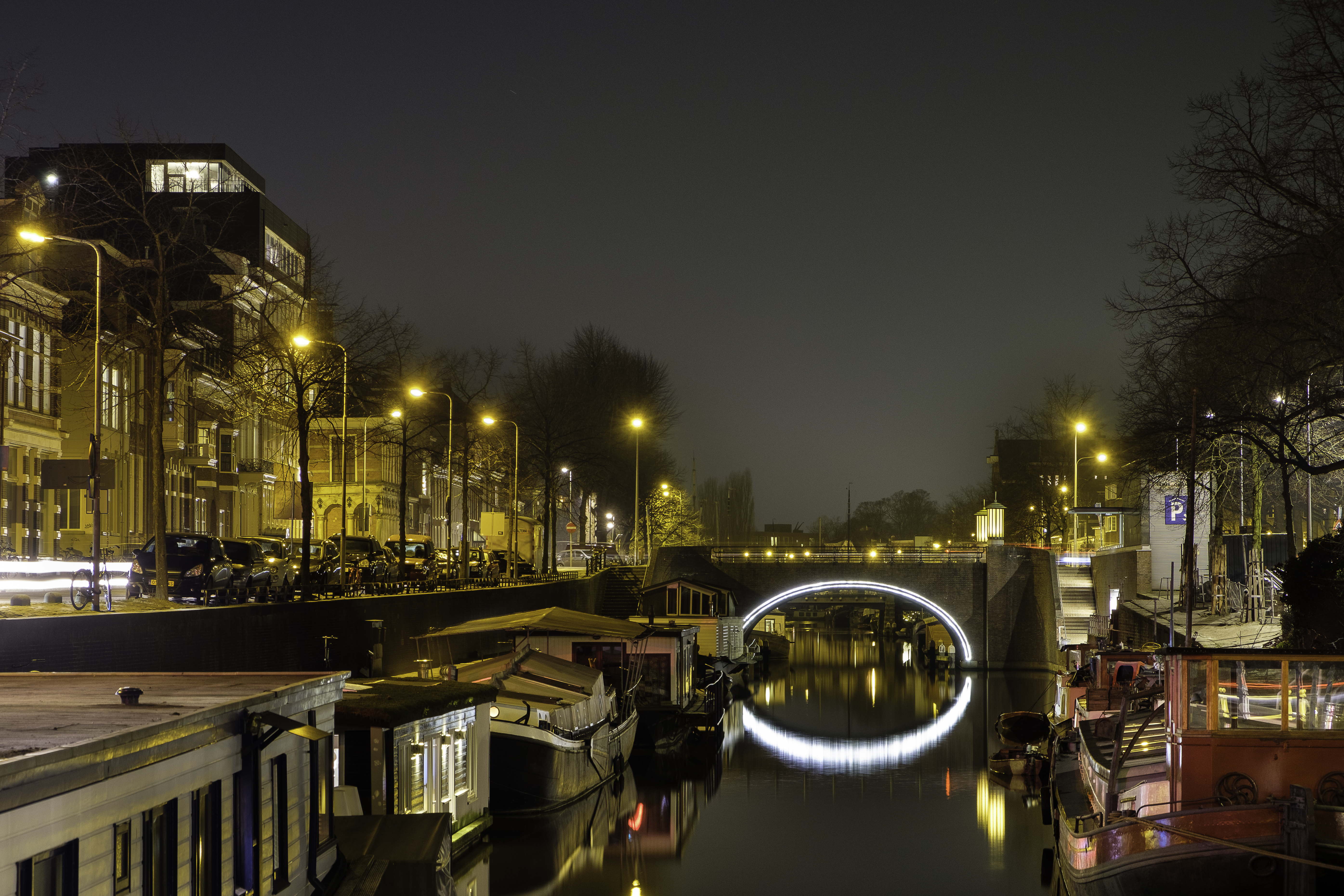
De Spilsluizen bij avond vanaf de Ebbingebrug met in de verte de Boteringebrug

## Monumenten
Aan de Spilsluizen staan zes rijksmonumenten, vier aan de noordzijde en twee aan de zuidzijde. Daarnaast staat aan de zuidzijde nog drie gemeentelijk monumenten
| Adres                 | Bouwjaar | Beschrijving | Monument  | Foto |
| --------------------- | -------- | --- | --------- | ---- |
| Hoek Nw Ebbingestraat | 1622     | | RM 18580  |      |
| Splisluizen 1-3       | 1631     | | RM 18686  |      |
| Spilsluizen 2-4       | 1929-30  | Winkelwooncomplex, op de hoek Oude Ebbingestraat, ontworpen door G. Hoekzema                                                 | GM 102973 |      |
| Spilsluizen 5         |          | Vijf traveeën breed pand uit de zeventiende eeuw, gevel uit de negentiende eeuw. Nu in gebruik als opvangcentrum De Open Hof | RM 18687  |      |
| Spilsluizen 7         |          | | RM 18688  |      |
| Spilsluizen 10        | 19e eeuw | | GM 107588 |      |
| Spilsluizen 18        |          | | RM 18689  |      |
| Spilsluizen 22        |          | | GM 103312 |      |
| Spilsluizen 30        |          | | RM 18690  |      |

Achter de Muur · 
Akerkhof · 
Akerkstraat · 
Broerstraat · 
Brugstraat ·
Bruine Ruiterstraat ·
Burchtstraat · 
Butjesstraat ·
Carolieweg ·
Coehoornsingel · 
Donkersgang · 
Driften · 
Emmaplein · 
Folkingestraat · 
Folkingedwarsstraat ·
Ganzevoortsingel · 
Gasthuisstraatje ·
Gedempte Kattendiep ·
Gedempte Zuiderdiep ·
Gelkingestraat ·
Grote Kromme Elleboog ·
Grote Markt ·
Guldenstraat ·
Guyotplein ·
Haddingestraat ·
Haddingedwarsstraat ·
Hardewikerstraat ·
Hereplein · 
Herebinnensingel ·
Heresingel ·
Herestraat ·
Hoekstraat ·
Hofstraat ·
Hoge der A ·
Hoogstraatje ·
Jacobijnerstraat ·
Kleine der A ·
Kattenhage ·
Kleine Kromme Elleboog ·
't Klooster ·
Kostersgang ·
Koude Gat ·
Kreupelstraat ·
Kwinkenplein ·
De Laan ·
Lage der A ·
Lopende Diep ·
Lutkenieuwstraat ·
Marktstraat ·
Martinikerkhof ·
Munnekeholm ·
Muurstraat ·
Naberstraat ·
Nieuwe Boteringestraat ·
Nieuwe Ebbingestraat ·
Nieuwe Kerkhof ·
Nieuwe Kijk in 't Jatstraat ·
Nieuwe Markt ·
Nieuwstad ·
Noorderhaven ·
Oosterstraat ·
Ossenmarkt ·
Oude Boteringestraat ·
Oude Ebbingestraat ·
Oude Kijk in 't Jatstraat ·
Papengang ·
Pausgang · 
Pelsterstraat ·
Peperstraat ·
Poelestraat ·
Praediniussingel ·
Rademarkt ·
Radesingel ·
Reitemakersrijge ·
Rode Weeshuisstraat ·
Schoolstraat · 
Schoolholm · 
Schuitemakersstraat ·
Schuitendiep · 
Sieboldsgang · 
Singelstraat · 
Sint Jansstraat ·
Sint Walburgstraat ·
Spilsluizen ·
Stationsstraat ·
Steentilstraat ·
Stoeldraaierstraat · 
Torenstraat · 
Turfstraat ·
Turfsingel ·
Turftorenstraat ·
Ubbo Emmiussingel ·
Vismarkt ·
Visserstraat ·
Waagstraat ·
Zoutstraat ·
Zwanestraat